# The Gryb
The Gryb (1976) este o culegere de nuvele scrise de autorii canadieni A. E. van Vogt și Edna Mayne Hull.

## Conținut
- The Gryb,[1] titlu original : Repetition,[2] 1940, A. E. van Vogt ;
- Humans, Go Home, 1969, A. E. van Vogt ; Povestirea  a fost inclusă și în colecția More than Superhuman din 1971
- The Problem Professor, titlu original : Project - Spaceship, 1949, A. E. van Vogt ;
- The Invisibility Gambit, titlu original : Abdication, 1943, Edna Mayne Hull ;
- Rebirth: Earth, titlu original : The Flight That Failed, 1942, Edna Mayne Hull ;
- The Star-Saint, 1951, A. E. van Vogt.

## Prezentare
- The Gryb - Doi oameni sunt blocați în sălbăticia unei planete ostile. Aceștia trebuie să supraviețuiască cu ajutorul unor tehnologii de modă veche.

- Humans, Go Home -  Pe planeta Jana, doi pământeni au crezut că ar putea aduce progresul. În jurul lor umanoizii lăcrimează brutal în timp ce strigă într-un glas: "Oamenilor, duceți-vă acasă!"